# 庫庫爾坎

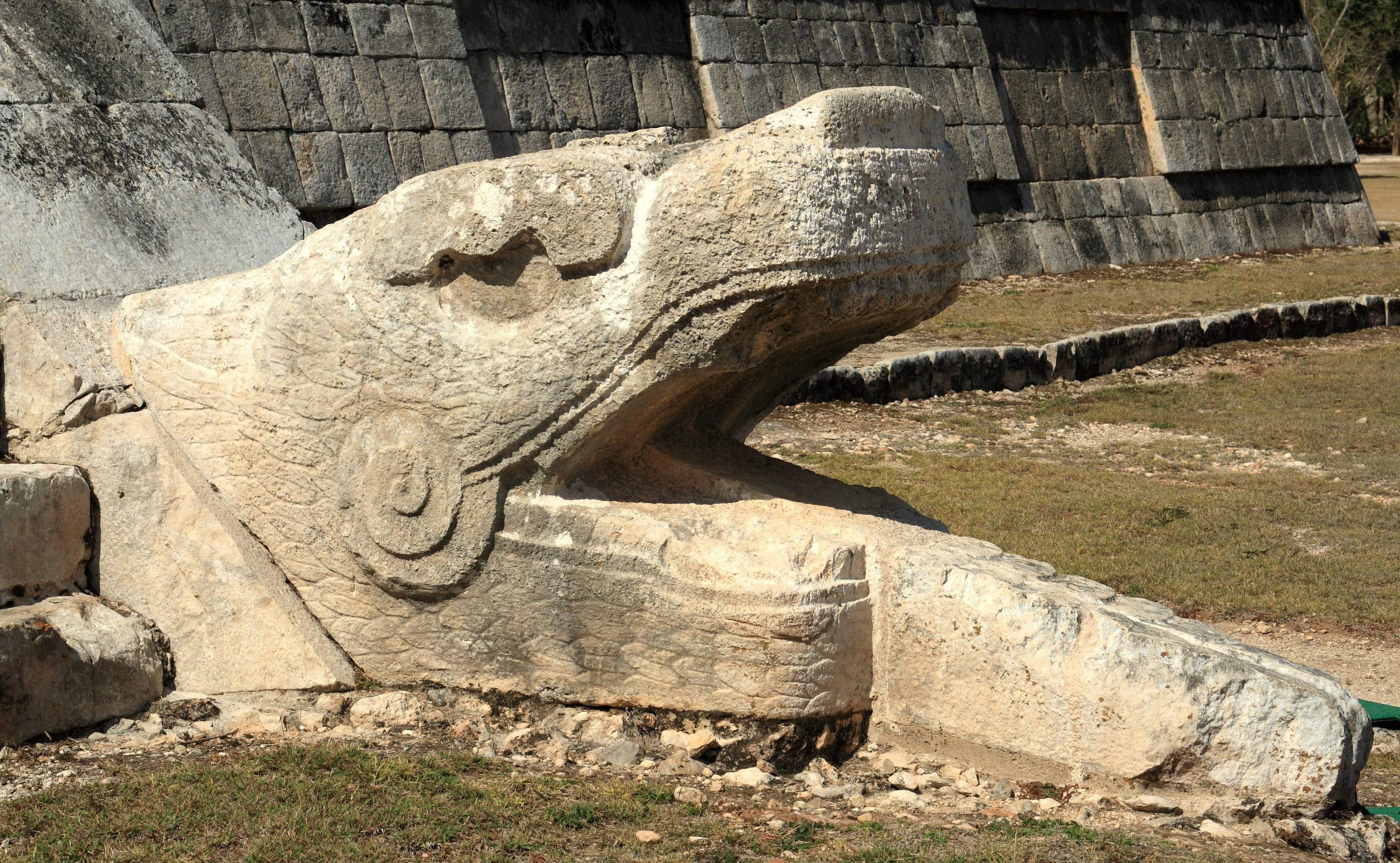
卡斯蒂略金字塔北面階梯的庫庫爾坎

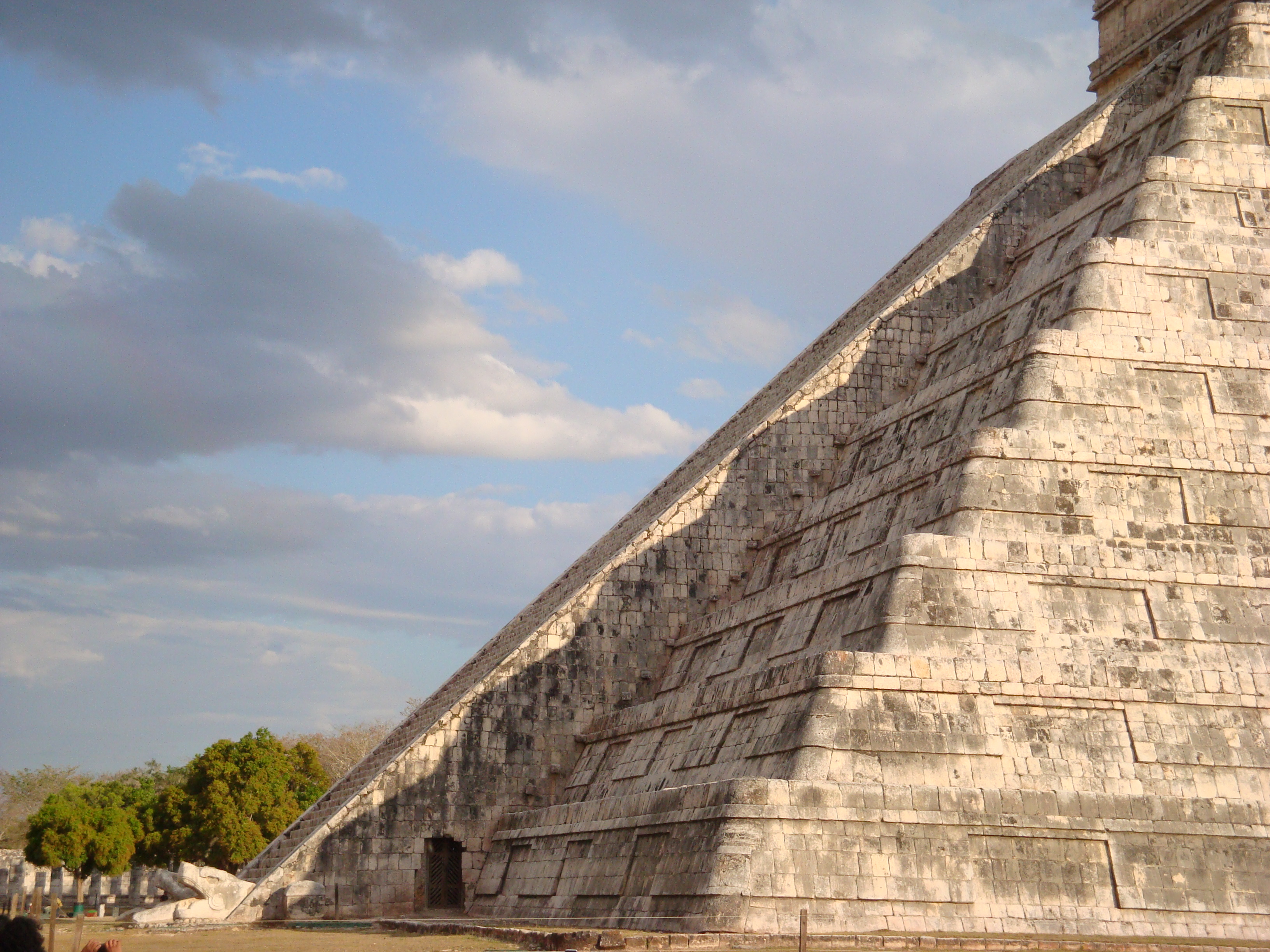
攝於2009年3月春分，太陽造成的陰影正覆蓋著卡斯蒂略金字塔上的庫庫爾坎，形成羽蛇神降臨的著名景象

庫庫爾坎（Kukulkan；「羽蛇」）是瑪雅神話中羽蛇神的名字，此詞亦用作歷史人物的名稱。在中美洲的其他文化中，羽蛇神這一形象經常出現。庫庫爾坎對應於基切人（K'iche' people）的古庫馬茲（Gukumatz）和阿茲特克神話中的克察尔科亚特尔。然而，我們對這個屬於前哥倫布時期的中美洲神祇所知不多。
儘管受墨西哥文化影響甚深，庫庫爾坎於中美州古典時期的瑪雅文化中有其源頭，那時候他的名字為「瓦克薩克拉胡恩·烏巴·肯」（Waxaklahun Ubah Kan），意為「戰蛇」（War Serpent）；另外他亦被視為是古典瑪雅藝術中幻像蛇（Vision Serpent）的後古典時期版本——所謂「幻象蛇」，是瑪雅人透過放血儀式（Bloodletting rituals）而產生幻象，該幻象為一條蛇，瑪雅人相信透過這幻象蛇可跨越宇宙各層，幫助他們與眾神或祖先溝通。
對庫庫爾坎/奎策爾夸托的崇拜是第一個凌駕於舊古典時期瑪雅文化裏語言及種族分裂的中美洲宗教。它促進了來自不同社會及種族背景的族群的溝通以及和平貿易。儘管這種膜拜原本是以奇琴伊察的古城為中心（即現今尤卡坦半島的墨西哥），但它最遠曾傳播到危地馬拉的高地。
在尤卡坦半島，「庫庫爾坎」與一個有著相同名字的人混淆。因為這樣，二者的身份變得模糊起來。那個人是奇琴伊察的一名統治者或祭師，大約生於公元10世紀。儘管16世紀的瑪雅作家提及過有「庫庫爾坎」這樣的一個歷史人物，於9世紀在奇琴伊察文獻中所記載的庫庫爾坎從不視之為人或描繪為幻象蛇的圖像。在奇琴伊察，庫庫爾坎亦被描述成主宰犧牲場面的神祇。
在尤卡坦半島北部的考古遺址，包括奇琴伊察、烏斯馬爾及瑪雅潘等地均可找到庫庫爾坎的大型神廟。

## 語源
在尤卡坦瑪雅語，庫庫爾坎拉丁化的譯名是「K'uk'ulkan」，在索西語中則是「K'uk'ul-chon」。在尤卡坦瑪雅語中，kuk解作「羽毛」，其形容詞後綴為「-ul」即成了「kukul」（羽毛的），加上can（蛇），合起來就是「羽蛇」的意思。

## 庫庫爾坎與伊察人

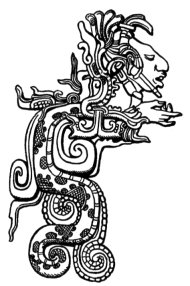
在雅克齊蘭（Yaxchilan）發現幻象蛇圖案

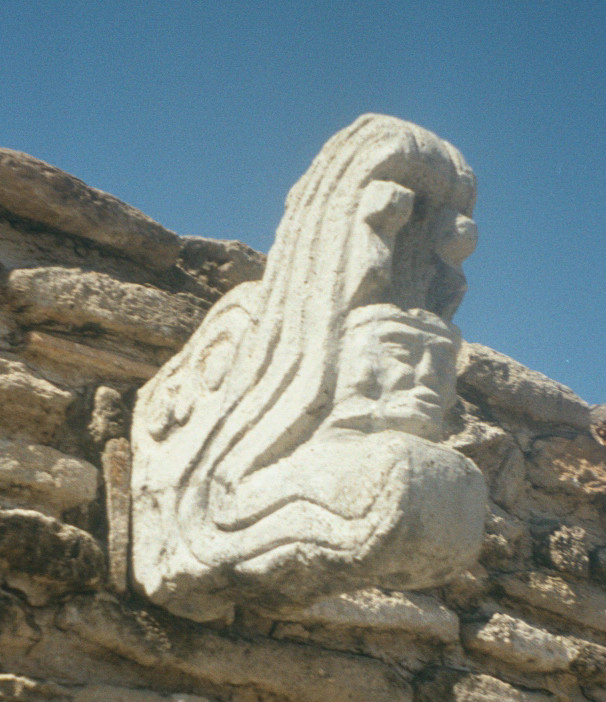
後古期時期米克斯科·別霍（Mixco Viejo）的中美洲球場計分雕塑，位於危地馬拉。此雕塑的庫庫爾坎張開口部，把一個戰士的人頭反芻出來

庫庫爾坎是一個與尤卡坦半島北部的伊察人（Itza）有著密切關係的神祇，有關庫庫爾坎的崇拜正是以該處為中心。儘管對庫庫爾坎的崇拜在早期瑪雅傳統已有其來源，伊察人崇拜庫庫爾坎深深受來自中墨西哥的奎策爾夸托的影響。影響大概是透過來自墨西哥海灣的瓊塔爾（Chontal）瑪雅商人。這些瓊塔爾商人大概主動地在中美洲傳揚羽蛇神的崇拜。庫庫爾坎於云云源於瑪雅及非瑪雅的眾神中脫穎而出，從而提高了伊察人在政治和商業方面的地位。這亦有助伊察商人進入中部墨西哥及其他非瑪雅地區，令他們可以發展經濟。
在奇琴伊察，庫庫爾坎不再是作為王與神之間傳訊者的幻象蛇，而是象徵了整個國家的神聖。
在奇琴伊察的卡斯蒂略金字塔是供奉庫庫爾坎的神廟。在春分和秋分的時候，太陽照射的角度所產生的陰影漸漸覆蓋九層金字塔的邊緣連同北面階梯以及石雕蛇首，造成巨蛇下降於金字塔的錯覺。
奇琴伊察陷落後，位於附近的後古典時期城市瑪雅潘成為了復興庫庫爾坎崇拜的中心，神廟旁以刻有羽蛇神的雕柱裝飾。在西班牙於美洲殖民時，修家族（Xiu）的長老是庫庫爾坎的大祭師，亦是在瑪雅潘裏兩個最有勢力的人當中的其中一個。
庫庫爾坎崇拜的傳播遠至危地馬拉高地，在該處可找到後古典時期的羽蛇神雕像，那些羽蛇神象張口咬著戰士的頭。

## 現代民間傳說
現時，有關庫庫爾坎的傳說仍然在居住於尤卡坦的瑪雅人傳頌。在其中一則故事裏，庫庫爾坎是一個誕下來是一條蛇的男孩子。當他年紀漸大，可以明顯看得出他是羽蛇，而其姊則在山洞中照顧他。後來他大得連姊姊也無法再餵飼，便飛離洞穴，飛入海中，造成地震。為了讓姊知道他仍然在世，庫庫爾坎在每年七月都會造成地震。
一個來自尤卡坦民間傳說的現代結集指出庫庫爾坎是如何成為有翼的蛇：他飛往太陽並嘗試向著太陽說話，但是太陽因為燒得太猛而燒掉了他的舌頭。在該結集裏亦提到庫庫爾坎如何經常越過尤卡坦的瑪雅雨神恰克，以助預測大雨，因為庫庫爾坎擺動尾巴時所產生的風清掃大地，使之保持清潔。
在恰帕斯州的拉坎敦人（Lacandon）認為庫庫爾坎是一條邪惡的怪蛇，是太陽神的寵物。

## 流行文化
- 在電子遊戲《神之浩劫》庫庫爾坎是一個可玩角色，作為一名法師。

- 在電子遊戲《古墓麗影：暗影》中“庫庫爾坎教派”的追隨者中被描繪成勞拉的對手。

- 在影集《星艦奇航記動畫版》劇集“比蛇的牙齒更鋒利”和“星際迷航：下層甲板”劇集“挖掘心靈的地雷”。

- 在電影《黑豹2》中，納摩被他的王國塔洛坎(Talokan) 人民稱為 K'uk'ulkan。

- 在動畫系列《戰鬥陀螺 爆烈世代》中，角色 Kurt Baratier 擁有一個名為 Beat Kukulkan 的 Bey，他的化身是根據有翼蛇本身建模的。

- 最終幻想 10-2 的敵人名為“Kukulcan”。

- 在手機遊戲《Fate/Grand Order》庫庫爾坎作為5星Foreigner出場，是南美異聞帶之王。配音：諏訪彩花。

- 在廣江禮威（日语：広江礼威）繪畫的漫畫《翡翠峽奇譚》中，庫庫爾坎作為女主角出場。

## 資料來源
1. ↑  Read & Gonzalez 2000, pp.180-2.
2. ↑  Read & Gonzalez 2000, p.201.
3. ↑  林恩·V·福斯特著，王春俠等譯（2007年）：《探尋瑪雅文明》，260至236頁，北京：商務出版社。
4. ↑  Freidel et al 1993, p.478n60.
5. ↑  Read & González 2000, p.201.
6. ↑  Freidel et al 1993, p.289.
7. ↑  .   [2010-05-15]. （原始内容存档于2021-09-23）.
8. ↑  .   [2010-05-15]. （原始内容存档于2021-04-03）.
9. 1 2  Sharer & Traxler 2006, p.619.
10. 1 2 3 4 5 6  Sharer & Traxler 2006, pp582-3.
11. ↑  Schele & Freidal 1990, pp.394-5.
12. ↑  林恩·V·福斯特著，王春俠等譯（2007年）：《探尋瑪雅文明》，317至318頁，北京：商務出版社。
13. ↑  Sharer & Traxler 2006, p.598.
14. ↑  Schele & Freidal 1990, pp.361-2.
15. 1 2 3  Read & González 2000, p.202.
16. ↑  Gómez 1995, p.57.

## 外部連結
- "Kukulcan." Encyclopedia Mythica from Encyclopedia Mythica Online. Accessed May 12, 2010